# 学苑 (香港大学)
学苑（繁体字: 學苑、広東語: ホックユエン、官話: シュエヤン、英語: Undergrad）は、香港大学学生会の唯一のメディア。同名の期刊誌・学生新聞である「学苑」も発行している。1952年に創刊した。さまざまなキャンパスや社会問題について論じている。
メインページには、ニュース、特別トピック、文芸アートとコラム 。1952年に設立された当初は新聞の形で英語の出版物として「学部」を発行し、主に学生の活動について報告。 1959年以降、中国語が出版言語として使用され、名前は「XueYuan」に変更。 1971年に登録され1990年代になって無料配布で再開された 。現在はFacebook でリアルタイムのニュースを公開し、その内容はキャンパスニュースやソーシャルニュースをカバーしており、地元メディアによって随時引用されている。

## 編集委員会の有名なメンバー
- 陳婉瑩：香港大学伝媒研究中心（メディア及びジャーナリズム研究センター）総監
- 陳文鴻：香港理工大学中国商業中心総幹事、香港大学亜洲研究中心（アジア研究センター）研究員
- 呂大楽：香港大学社会学系教授
- 許仕仁：前政務司司長
- 石鏡泉：経済日報副社長
- 劉迺強：資深港区政協委員
- 宋恩栄：香港中文大学経済学系主任（経済学科長）
- 程翔：海峡時報駐中国首席特派員
- 趙来発：ジャーナリスト
- メイベル・チャン：映画演出家
- 潘小濤：商業電台キャスター
- 林和立：時事評論員
- 洪清田：社会学者、香港学の創始者
- ジェームズ・ウォン (作詞家)：作詞家
- 李啓迪：『香港民族論』共著者
- 王俊杰：『香港民族論』共著者
- 曽鈺成：政治家、香港立法会主席
- 朱培慶：元香港電台台長
- 労永楽：政治家、元社会民主連線メンバー
- 陳弘毅：法律学者、香港大学法律学院教授
- 何文匯：言語学者
- 応耀康：運輸及房屋局常任秘書長（房屋）・房屋署署長
- 陳雅明：香港本土派の人士
- 江旻諺：台湾の社会運動家、経済民主連合研究員

## 代表作
- 『香港民族論』
- 『香港民主独立』
- 『香港青年時代宣言·我們的二零四七』

## 参照
1. ↑  學苑Facebook專頁
2. ↑  學苑歷史 アーカイブ 2014年3月10日 - ウェイバックマシン
3. ↑  “學苑即時新聞 Facebook 專頁”. 2022年2月4日閲覧。

- 趙ライファ：ポルノ事件がHKUで起こった場合2007/05/13明報
- フライングサンドウィンドトランジット2007-05-28香港経済ジャーナル[リンク切れ]